# Maniola illustris
Maniola illustris är en fjärilsart som beskrevs av Jachontov 1895. Maniola illustris ingår i släktet Maniola och familjen praktfjärilar. Inga underarter finns listade i Catalogue of Life.